# テレンス・マリック
テレンス・マリック（Terrence Malick、1943年11月30日 - ）は、アメリカ合衆国の映画監督、脚本家、プロデューサーである。

## 生い立ち
1943年11月30日、イリノイ州オタワで地質学者エミール・A・マリックの息子として生まれた。父方の祖父母はアッシリア系のキリスト教移民である。テキサス州ウェーコとオクラホマ州で育った。 二人の弟がおり、そのうちの一人であるラリーは1960年代にギタリストとしてスペインに留学。アンドレス・セゴビアの教えを受けたが、1968年にプレッシャーから自身の手を傷つけた直後に自殺した。
マリックはハーバード大学で哲学を専攻し、1965年に首席で卒業。ローズ奨学金を得てオックスフォード大学大学院に入学した。日常言語学派の哲学者ギルバート・ライルの元で学んだが、キェルケゴールやウィトゲンシュタインに関する意見が合わず、博士論文を出さずに中退した。
その後はアメリカに帰国し、1969年にノースウェスタン大学からハイデッガーの著作の翻訳本を出版。マサチューセッツ工科大学で哲学を教える傍ら、フリーランスのジャーナリストとしてニューズウィーク誌やニューヨーカー誌、ライフ誌で記事を執筆した。

## キャリア
アメリカン・フィルム・インスティチュートが次世代の映像作家の育成を目的に、1967年に設立したばかりのAFI Conservatoryに入学。俳優のジャック・ニコルソンやプロダクションデザイナーのジャック・フィスクらと知り合った。フィスクは後に、マリックの作品のプロダクションデザインを毎回手がけることになる。1969年には短編映画『Lanton Mills』を製作した。
1971年にジャック・ニコルソンが監督を務めた『Drive, He Said』や『ダーティハリー』の初期草稿に脚本家として携わり、映画界に進出。翌1972年にはポール・ニューマン主演の『ポケット・マネー』の脚本を執筆。1973年には初の長編『地獄の逃避行』を発表した。
1978年の長編2作目となる『天国の日々』では、それまでのハリウッドでは試みられたことのない編集や光量、音量の調整に試行錯誤したため、ポストプロダクションに2年かかる力作となった。アカデミー作曲賞、音響賞、衣装デザイン賞などにノミネートされ、撮影監督を務めたネストール・アルメンドロスがアカデミー撮影賞を受賞した。また、第32回カンヌ国際映画祭のコンペティション部門に出品され、監督賞を受賞した。
その後、次作の試作途中で突如パリに移住。その後は公衆の面前に一切姿を現さなくなる。フランスでは数本の脚本を執筆しながら、長い間教鞭を取っていた。
1998年、太平洋戦争におけるガダルカナル島の戦いを描いた長編『シン・レッド・ライン』を発表。20年ぶりに映画監督として復帰した。同作は第49回ベルリン国際映画祭で金熊賞を受賞。アカデミー賞では7部門にノミネートされた。
2005年の『ニュー・ワールド』を経て、2011年にブラッド・ピットとショーン・ペンを起用した『ツリー・オブ・ライフ』を発表。第64回カンヌ国際映画祭でパルム・ドールを受賞した。翌2012年にはオルガ・キュリレンコやベン・アフレックらが出演した『トゥ・ザ・ワンダー』を発表。第69回ヴェネツィア国際映画祭でSIGNIS賞（カトリックメディア協議会賞）を受賞した。2015年にはクリスチャン・ベール、ナタリー・ポートマンらが出演する『聖杯たちの騎士』が、2016年にはドキュメンタリー『ボヤージュ・オブ・タイム』がそれぞれ公開された。2019年には第二次世界大戦中のドイツにて良心的兵役拒否を行って処刑されたフランツ・イェーガーシュテッターの人生を描く『名もなき生涯』を監督し、第72回カンヌ国際映画祭でエキュメニカル審査員賞とフランソワ・シャレ賞を受賞するなど高く評価された。

## 人物
1973年の「地獄の逃避行」から2011年の「ツリー・オブ・ライフ」までのおよそ40年間で監督した作品はわずか5本と、非常に寡作だったが、それ以降は製作のペースが上がっている。アカデミー賞の授賞式や各映画祭には出席することなく、メディアへの露出やインタビューもほとんどない。少なくとも、2011年の時点ではテキサス州オースティンに住んでいるとみられる。

## フィルモグラフィー
| 年   | 作品                                                     | 役職                   | 備考 |
| ---- | -------------------------------------------------------- | ---------------------- | --- |
| 1969 | Lanton Mills                                             | 監督・脚本・作曲・出演 | 短編映画 |
| 1971 | ダーティハリー Dirty Harry                               | 脚本                   | ノンクレジット |
| 1971 | Drive, He Said                                           | 脚本                   | ノンクレジット |
| 1972 | ポケットマネー Pocket Money                              | 脚本・出演             | |
| 1973 | 地獄の逃避行 Badlands                                    | 監督・製作・脚本・出演 | |
| 1978 | 天国の日々 Days of Heaven                                | 監督・脚本・出演       | 受賞: カンヌ国際映画祭監督賞 受賞: 全米映画批評家協会賞監督賞 受賞: ニューヨーク映画批評家協会賞監督賞 ノミネート: カンヌ国際映画祭パルム・ドール         |
| 1998 | シン・レッド・ライン The Thin Red Line                   | 監督・脚本             | 受賞: ベルリン国際映画祭金熊賞 受賞: ニューヨーク映画批評家協会賞監督賞 ノミネート: アカデミー賞監督賞 ノミネート: アカデミー賞脚色賞                     |
| 2002 | ベアーズ・キス Bear's Kiss                               | 脚本                   | |
| 2002 | 至福のとき 幸福時光 / Happy Times                        | 製作総指揮             | |
| 2004 | アンダートウ 決死の逃亡 Undertow                         | 製作                   | |
| 2005 | ニュー・ワールド The New World                           | 監督・脚本             | |
| 2006 | アメイジング・グレイス Amazing Grace                     | 製作                   | |
| 2007 | The Unforeseen                                           | 製作総指揮             | ドキュメンタリー |
| 2011 | ツリー・オブ・ライフ The Tree of Life                    | 監督・脚本             | 受賞: カンヌ国際映画祭パルム・ドール 受賞: ロサンゼルス映画批評家協会賞監督賞 受賞: サンフランシスコ映画批評家協会賞監督賞 ノミネート: アカデミー賞監督賞 |
| 2012 | トゥ・ザ・ワンダー To the Wonder                         | 監督・脚本             | |
| 2013 | Red Wing                                                 | 製作総指揮             | |
| 2014 | The Better Angels                                        | 製作                   | |
| 2015 | 聖杯たちの騎士 Knight of Cups                            | 監督・脚本             | |
| 2016 | The Seer: A Portrait of Wendell Berry                    | 製作総指揮             | ドキュメンタリー |
| 2016 | ボヤージュ・オブ・タイム Voyage of Time                  | 監督・脚本             | ドキュメンタリー |
| 2016 | The Vessel                                               | 製作総指揮             | |
| 2016 | The Spearhead Effect                                     | 製作総指揮             | |
| 2017 | ソング・トゥ・ソング Song to Song（Weightless から改題） | 監督・脚本             | |
| 2019 | 名もなき生涯 A Hidden Life                               | 監督・脚本             | |